# Tawan Khotrsupho
Tawan Khotrsupho (thailändisch ตะวัน โคตรสุโพธิ์, * 23. Januar 2000 in Ubon Ratchathani), auch als Joe bekannt, ist ein thailändischer Fußballspieler.

## Karriere
Tawan Khotrsupho erlernte das Fußballspielen beim BG Pathum United FC. Hier unterschrieb er 2019 auch seinen ersten Profivertrag. Der Verein aus Pathum Thani, der Hauptstadt der Provinz Pathum Thani, spielte in der zweithöchsten thailändischen Liga, der Thai League 2. Im März 2019 wechselte er auf Leihbasis zum japanischen Verein Cerezo Osaka. Der Verein aus Osaka, einer Stadt in der Präfektur Osaka, spielte in der höchsten japanischen Liga, der J1 League. Die U23-Mannschaft des Vereins spielte in der dritten Liga, der J3 League. Hier bestritt er 25 Drittligaspiele. Ende 2020 kehrte er nach der Ausleihe zu BG zurück. Nach einer überragenden Saison 2020/21 wurde BG am 24. Spieltag mit 19 Punkten Vorsprung thailändischer Fußballmeister. Zu Beginn der Saison 2021/22 wurde er vom Zweitligisten Chiangmai FC ausgeliehen. Nachdem er nach der Saison 2022/23 zu BG zurückgekehrt war, erfolgte im Juli 2023 eine erneute Ausleihe zum Chiangmai FC. Am Ende der Saison 2023/24 belegte er mit dem Klub den vierten Tabellenplatz und qualifizierte sich somit für die Aufstiegsspiele zur ersten Liga. Hier konnte man sich jedoch nicht durchsetzen. Zu Beginn der Saison 2024/25 wechselte er wieder auf Leihbasis zum Erstligisten Lamphun Warriors FC. Am 31. Mai 2025 stand er mit den Warriors im Finale des Thai League Cup. Hier traf man im BG Stadium auf Buriram United. Am Ende musste man sich mit 2:0 geschlagen geben.

## Erfolge
BG Pathum United FC
- Thailändischer Meister: 2020/21

Lamphun Warriors FC
- Thailändischer Ligapokalfinalist: 2024/25